# Chiesa di Santa María de Cambre
La chiesa di Santa María de Cambre è una chiesa dedicata alla Vergine Maria di origine romanica ed è considerata uno dei migliori esempi di romanico noto come "compostelano" (fase centrale del romanico di questa zona) nella Galizia rurale. Si trova nel comune di Cambre, nella provincia di La Coruña.
Tutte le parrocchie di Cambre, inclusa Santa Maria, appartengono alla giurisdizione dell'arcidiocesi di Compostela. Nell'alto medioevo, in un luogo conosciuto come Calambre, un cavaliere di nome Alvito e le sue sorelle Vestriberga e Urraca fondarono un monastero, che venne poi donato al monastero di San Paio de Antealtares il 16 agosto dell'anno 932.

## Descrizione
La chiesa è l'unico elemento che si è conservato fino ai giorni nostri del monastero primitivo. Venne costruito alla fine del XII secolo ed ha struttura a croce latina con deambulatorio, su un solo piano. Della chiesa è caratterizzata da una commistione di soluzioni romaniche e gotiche con una forte influenza dell'officina della Cattedrale Compostelana (detta anche Maestro Mateo).

### Esterno

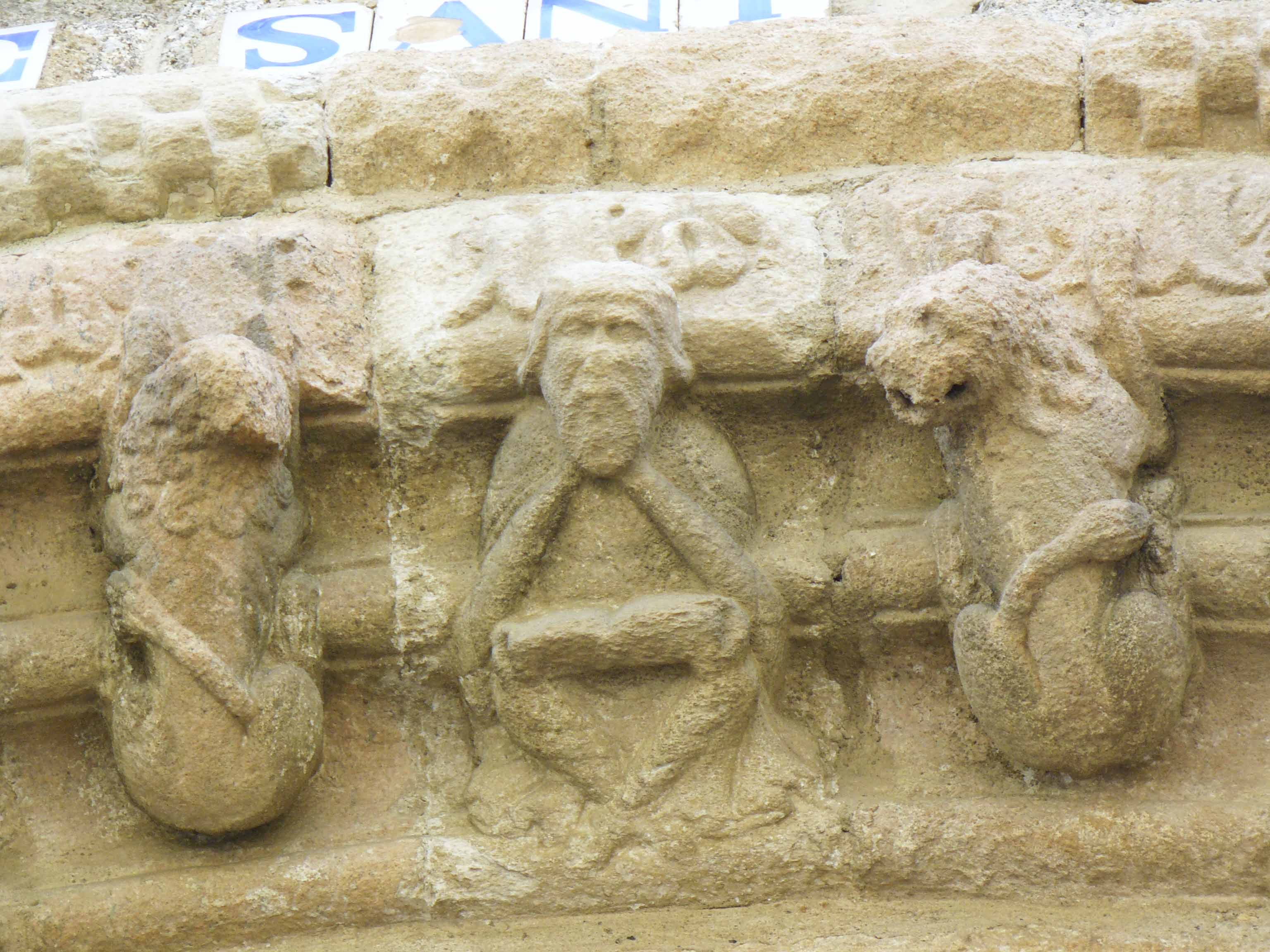
Daniele fra i leoni guardiani

La parte meglio conservata del complesso è l'abside, formato dalla cappella principale e da cinque cappelle absidali, con i cornicioni e le volte originali.
Nella facciata spicca l'uso, insolito per l'esterno, di colonne appaiate. La facciata è incorniciata da contrafforti. Nel timpano è raffigurato l'Agnus Dei inserito in un clipeo a forma di conchiglia. Negli archivolti troviamo diverse decorazioni zoomorfe e antropomorfe che hanno lo scopo di denunciare il male. Nella chiave del timpano il profeta Daniele rappresentato tra leoni rampanti guardiani.
I capitelli rappresentano la psicostasia del Giudizio Universale di fronte al diavolo e il combattimento di San Michele contro il drago dell'apocalisse.
Su entrambi i lati del portale due campate con archi a tutto sesto ornati con cinque archi a ferro di cavallo che recano nell'intradosso immagini della facciata sud della cattedrale di Compostela.
Sulla facciata si trova un archivolto sostenuto da mensole con figure di animali e antropomorfi. Al di sopra si apre il rosone composto da un traliccio di cerchi attorno a uno più grande e incorniciato da modanature con l'interno decorato con archi a ferro di cavallo. La facciata è sormontata da un campanile con due nicchie per le campane.

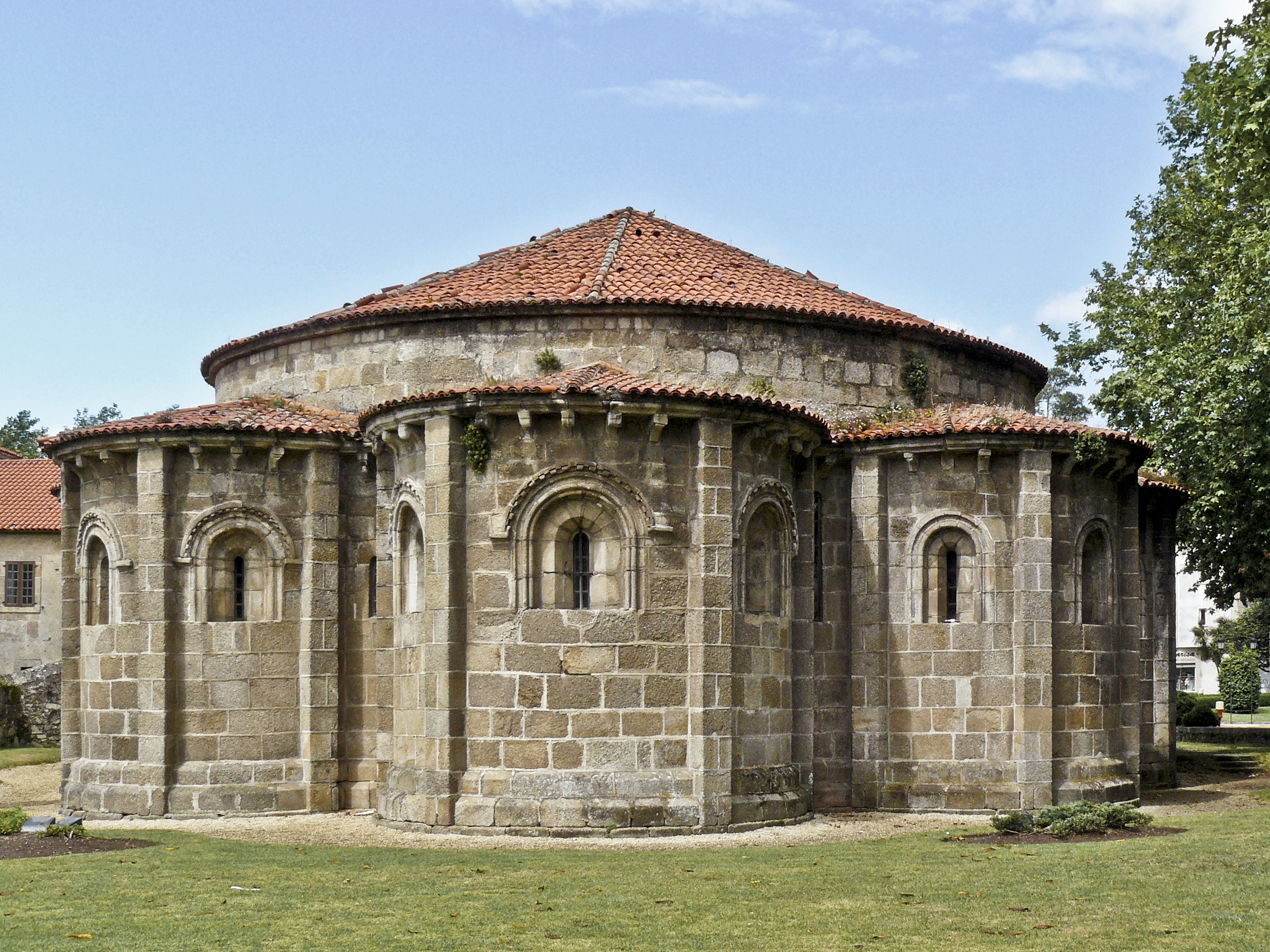
Abside romanica

### Interno
L'interno è diviso in tre navate composte da quattro sezioni separate da pilastri compositi cruciformi. Vale la pena notare la sua variegata ed abbondante decorazione, di ben novantaquattro capitelli con anche trenta diversi motivi ornamentali.
L'interno conserva alcuni pezzi interessanti: un capitello con inciso l'anno 1194, un'acquasantiera nota come Hydria di Gerusalemme, e di una Madonna col Bambino, scultura in pietra della fine del XII secolo.